# Damián Iguacén Borau
Damián Iguacén Borau (Cinco Villas (Zaragoza), 12 februari 1916 - Huesca 24 november 2020) was een Spaans bisschop van de Rooms-Katholieke Kerk.

## Biografie
Iguacén werd in 1941 tot priester gewijd. In 1970 werd hij tot bisschop gewijd. Door paus Paulus VI kreeg hij het bisdom van Barbastro-Monzón. In 1974 werd hij bisschop van Teruel en Albarracín toegewezen. In 1984 werd hij bisschop van Tenerife. Na 7 jaar ging hij in 1991 met emeritaat.
Hij was in 2020 enkele maanden de oudste nog levende rooms-katholieke bisschop.
Hij werd 104 jaar oud.
- Biblioteca Nacional de España: XX961354
- Bibliothèque nationale de France: cb13175106r (data)
- International Standard Name Identifier: 0000 0001 1051 5671
- Library of Congress Control Number: nr94034295
- Nationale Bibliotheek van Polen: a0000003812095
- Système universitaire de documentation: 035221976
- Virtual International Authority File: 32136804
- WorldCat: E39PBJqqt7tdv33b7jHj7kpMfq